# Gässlingen (restaurang)

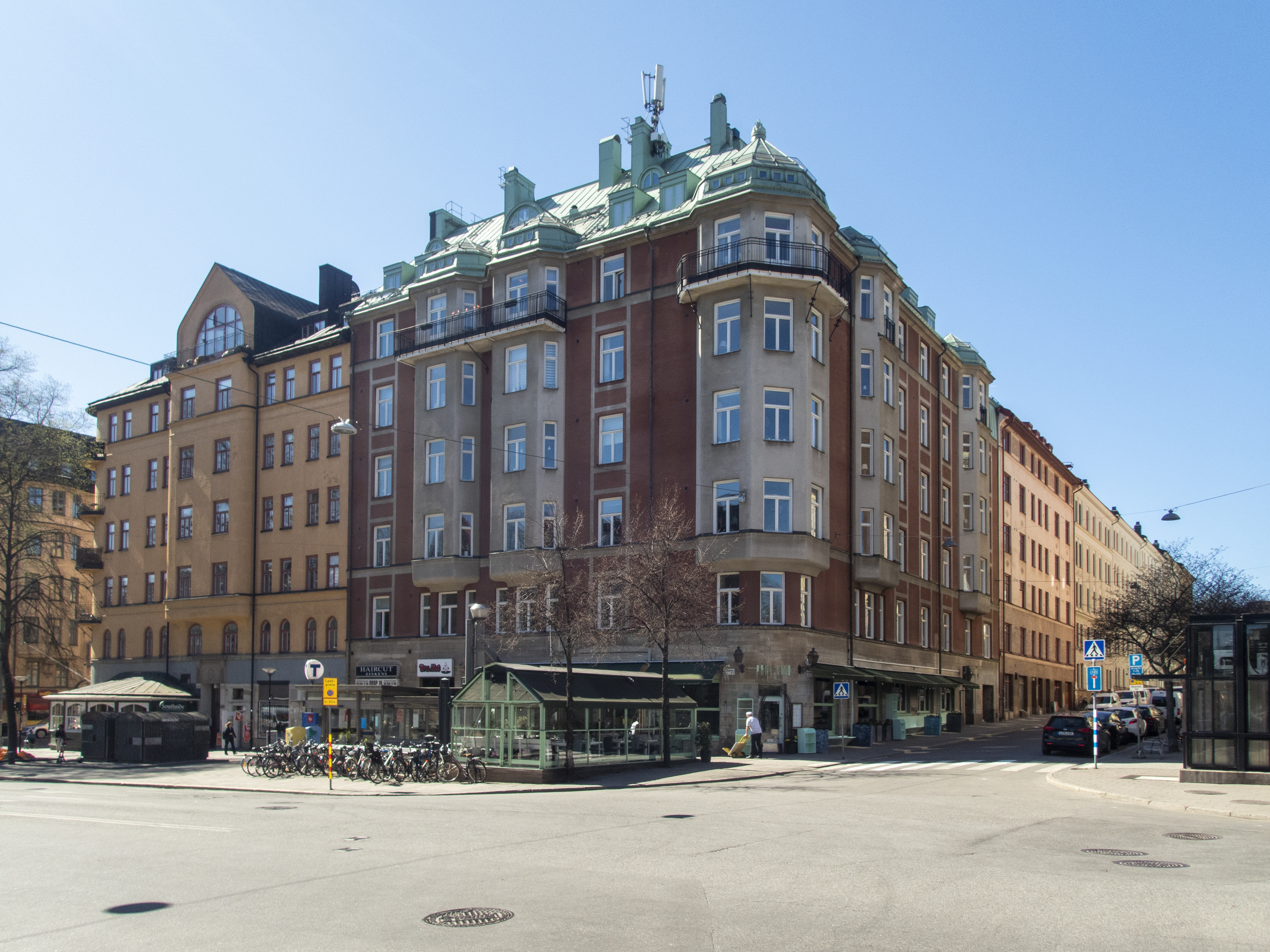
Brännkyrkagatan 93, den tidigare platsen för restaurangen.

Gässlingen var en restaurang på Brännkyrkagatan 93 på Södermalm i Stockholm. 
Restaurangen startades och drevs i början av 1970-talet av Gert Lindberg. Lindeberg var samlare av blyinfattade fönster från gamla rivningskåkar, och dessa användes i inredningen. Restaurangen fick efter några år en systerkrog i form av Blå Gåsen på Östermalm. I början av 1980-talet övertogs arrendet för Gässlingen av Göran Djerf.
1990 köptes restaurangen av Jürgen Grossmann, som drev den tillsammans med hustrun Margit. Grossmann kom närmast från stjärnkrogen L’Escargot, och köket på Brännkyrkagatan fick en Alsassisk profil.  1999 fick restaurangen en stjärna i den prestigefyllda Guide Michelin. Man behöll den fram till och med 2001 års upplaga.
2005 stängde Grossmann Gässlingen för att starta restaruang GQ på Östermalm.